# Капекки, Марио
Марио Ренато Капе́кки (итал. Mario Renato Capecchi; род. 6 октября 1937, Верона) — американский молекулярный генетик итальянского происхождения, лауреат Нобелевской премии по физиологии или медицине 2007 года за создание и развитие метода Нокаут генов.
Профессор Университета Юты, член Национальной академии наук США (1991) и Национальной академии деи Линчеи. Удостоен Национальной медали науки (2001) и многих других наград, высокопрестижных и международных.

## Биография
Родился в семье итальянца и американки. Во время Второй мировой войны за принадлежность к антифашистской группе его мать была арестована и отправлена в концлагерь Дахау. После окончания войны Марио переехал с ней в США.
В 1961 году получил степень бакалавра по химии и физике в колледже Антиох (Antioch College). Степень доктора философии по биофизике получил в Гарвардском университете в 1967 году. Со следующего года стал ассистент-профессором на кафедре биохимии Гарвардской медицинской школы. С 1973 года профессор Университета Юты (с 1982 года также адъюнкт-профессор и с 1989 года профессор его школы медицины и с 2002 года сопредседатель её кафедры генетики человека; с 1993 года заслуженный профессор генетики человека и биологии), с 1988 года также исследователь Медицинского института Говарда Хьюза.
В 2016 году подписал письмо с призывом к Greenpeace, Организации Объединённых Наций и правительствам всего мира прекратить борьбу с генетически модифицированными организмами (ГМО).
Член Американской академии искусств и наук (2009) и Американской ассоциации содействия развитию науки (2001), European Academy of Sciences (2002).

## Награды и отличия
- 1967-69 — Junior Fellow, Harvard Society of Fellows[англ.]
- 1969 — Eli Lilly Award in Biological Chemistry[англ.]
- 1969-72 — Established Investigator of the American Heart Association
- 1971 — America's Ten Outstanding Young Men Award
- 1972-74 — National Institutes of Health Career Development Award
- 1974-79 — American Cancer Society Faculty Research Award
- 1987 — Distinguished Research Award, Университет Юты
- 1992-2001 — NIH MERIT award[англ.]
- 1992 — Bristol-Myers Squibb Award[нем.]
- 1993 — Международная премия Гайрднера, «For pioneering work in the use of homologous recombination to generate targeted mutations in the mouse.»[14]
- 1994 — Премия Альфреда Слоуна[англ.]
- 1996 — Molecular Bioanalytics Prize, Германия
- 1996 — Премия Киото[15]
- 1997 — Медаль Франклина, «For genetic engineering and gene replacement.»[16]
- 1998 — Rosenblatt Prize for Excellence, наипрестижнейшая награда Университета Юты
- 1998 — Baxter Award for Distinguished Research in the Biomedical Sciences, Association of American Medical Colleges[англ.]
- 2000 — Horace Mann Distinguished Alumni Award, Antioch College[англ.]
- 2000 — Premio Phoenix-Anni Verdi for Genetic Research Award, Италия
- 2001 — Premio Lección Conmemorativa Jiménez Díaz[исп.], Испания
- 2001 — Pioneers of Progress Award
- 2001 — Премия Альберта Ласкера за фундаментальные медицинские исследования (совместно с Оливером Смитисом и Мартином Эвансом), «For the development of a powerful technology for manipulating the mouse genome with exquisite precision, which allows the creation of animal models of human disease.»[17]
- 2001 — Национальная научная медаль США в номинации «Биологические науки», «For his groundbreaking research which has revolutionized biomedical research and provided a powerful tool for understanding disease mechanisms and gene functions»[18][19]
- 2002 — Utah Governor's Medal for Science and Technology[англ.]
- 2002-2011 — NIH MERIT award[англ.]
- 2002 — Медаль Джона Скотта[20]
- 2002 — Премия Мэссри (совместно с Оливером Смитисом)
- 2002/3 — Премия Вольфа по медицине (совместно с Оливером Смитисом), «For their contribution to the development of gene-targeting, enabling elucidation of gene function in mice.»
- 2003 — Pezcoller Foundation-AACR International Award for Cancer Research
- 2004 — Почётный доктор медицины, Флорентийский университет
- 2005 — Премия фонда «March of Dimes» по биологии развития (совместно с Оливером Смитисом), «For the development of gene targeting in mice as a means of determining how genes function.»[21]
- 2007 — Нобелевская премия по физиологии или медицине (совместно с Оливером Смитисом и Мартином Эвансом), «За открытие принципов введения специфических генных модификаций у мышей с использованием эмбриональных стволовых клеток.»
- 2007 — Gabbay Award[англ.]
- 2015 — AACR Award for Lifetime Achievement in Cancer Research[англ.]